# 히로하시 료
히로하시 료(일본어: 広橋涼, 1977년 8월 5일 ~ )는 일본의 성우이다. 아오니 프로덕션 소속.

## 내력
- 니이가타 현 출신으로 본가는 절. 집안의 사정으로 불교계인 교토의 대학에 다니고 있었지만 1학년 중간에 본가로부터 「불교 관련이 아니라 좋아하는 일을 해도 돼」라는 말을 들었기 때문에 자신이 하고 싶은 일을 모색하고 있었다. 2학년때 중학생 시절에 듣고 있었던 라디오를 생각해 내 성우에 흥미를 갖게 되어 대학과 병행하여 아오니학원 오사카교에 다니게 되었다.
- 굉장한 한류 팬임을 공언하며, 일본에서 개봉하지 않은 한국 영화를 직접 한국으로 와 보고 가기도 한다.
- 강동원, 주지훈 등의 한국 배우를 좋아한다고 한다. 이와 관련해 한국에서의 워크숍에서 강동원과 결혼하는 꿈도 꾼 적이 있다고 밝히기도 했다.
- 올해로 서른살을 맞이하여, 서른이 되기 전에 아프로 헤어를 해보고 싶다는 염원을 실현.[1]
- 자신이 출연하는 라디오 프로그램에서 자신의 망상을 잘 얘기하기로 유명하다.
- 활발한 소녀부터 츤데레 역까지 다양한 역할을 소화한다.
- 떡을 좋아한다고 한다. 한국에서의 워크숍에서는 서울 인사동에서 판매하는 퓨전 떡집의 떡을 언급하며, 떡에 대한 애정을 보여주었다.
- 한국인 친구가 몇명 있으며, 서로 놀러다니거나 하는 사이이다.

## 인물
- 본인은「낯을 가림」이라고 하고 있지만 밝은 성격으로 친구는 많다. 오오하라 사야카・사이토 치와・하즈키 에리노・미즈하시 카오리등, 같은 작품에 출연한 성우들과 사적으로도 같이 노는 일이 많다.『키미키스』의 현장에서는 다나카 리에나 노가와 사쿠라와도 사이가 좋다.
- 고교국어 1종・중학국어 1종의 교원면허를 갖고 있다.
- KAT-TUN의 다나카 코우키를 좋아한다. 나바타메 히토미・사토 리나・시타야 노리코와「KAT-TUN회」라는 친목회를 결성하고 있다.

## 에피소드
- 사이토 치와와 사이가 좋아서『개구리 중사 케로로』나『ARIA』에선 친구사이의 역으로 같이 출연하고 있고 둘 다 사토 쥰이치가 감독인 작품이다.
- 『라디오・뱀부 블레이드 ~문무양도~!』에서 태어난 애칭「시오다이후쿠」를 마음에 들어하여 이 애칭이 팬들에게 정착하지 않는 것이 고민이라고 한다.
  - 『노을빛으로 물드는 라디오』의 제 1회에서 서로의 호칭을 정할 때 코야마 리키야가 농담으로「시오쨩」이라고 불러본 것을 기뻐했기 때문에 그대로 호칭이 되었다.
- 2009년 2월 4일, 주한일본대사관 공보문화원 일본음악정보센터(JMIC)에서 개최한 2009년 신년행사의 일환으로써 한국을 방문, 성우 워크숍이라는 이름으로 한국내 팬들과 만남을 가졌다.
  - 성우라는 직업에 대하여 설명하던 도중, 무명시절 수입의 불안정으로 인하여 밀가루 음식으로 생활을 이어가고, 싱크대에서 목욕을 하는 등 어려웠던 시절의 이야기를 해 청중의 폭소를 자아냈다. 물론 히로하시 료 본인도 이야기를 하는 내내 웃음을 참지 못하였다.

## 출연작

### TV 애니메이션
(굵은 글씨는 중요 캐릭터)
2002년
- 아쿠에이리언 에이지(여자 아이)
- 하이바네 연맹(라카)

2003년
- 우주의 스텔비아(카자마츠리 린나)
- 카레이도 스타(나에기노 소라)
- 소닉 X (마일즈 "테일즈" 프라우어 / 치즈 )

2004년
- 개구리 중사 케로로(아즈야마 코유키)
- 에어리어 88 TV(킴 아바)
- 마법소녀대 아루스(에바)

2005년
- 매지컬 카난(히이라기 치하야/카마인)
- 파니포니대쉬(시라토리 스즈네)
- ARIA The ANIMATION(아리스 캐롤, 아니타 캐롤)
- 카미츄! (노토)

2006년
- ARIA The NATURAL(아리스 캐롤)
- 코요테 래그 타임 쇼（플랑카）

2007년
- 스케치북 ~full color's~(카스가노 히요리)
- 뱀부 블레이드(카와조에 타마키)
- 클라나드 (비디오 게임) (후지바야시 쿄)
- 키미키스 pure rouge (사키노 아스카)
- 샤이닝 티어즈 크로스 윈드(엘원)
- 슈팅 바쿠간 (마루쿠라 쵸지 = 별칭 마루초)
- 정령의 수호자 (사야)

2008년
- ARIA The ORIGINATION(아리스 캐롤)
- 광란가족일기(미다레자키 효우카)
- 클라나드 애프터 스토리 (후지바야시 쿄)
- 노을빛으로 물드는 언덕 (시라이시 나고미)

2009년
- 속 나츠메 우인장 (사사후네)
- 다이쇼 야구 소녀 (이시가키 타마키)
- 싸우는 사서 The Book of Bantorra (캐사리로)
- 판도라 하츠 (에코, 츠바이)
- 카나메모 (키타오카 유메)
- 아냐마루 탐정 키르민즈 (이와시타 루미코)

2010년
- 언젠가는 대마왕 (리리 시라이시)
- WORKING!! (야마다 아오이)
- 카타나가타리 (마니와 펭귄)
- 스트라이크 위치즈2 (루치아나 마체이)
- 스타 드라이버 빛의 타쿠토 (요우 마리노 / 맨티콜)

2011년
- 롯테의 장난감! (유나)
- WORKING!! 2기 (야마다 아오이)
- 치비데비! (카린)
- 타마유라 ~히토토세~ (시노다 코마치)

2015년
- 원피스 - 어린 로시난테

### OVA
2005년
- 카레이도 스타 Legend of phoenix ~레이라 해밀턴 이야기~ (나에기노 소라)

2006년
- 프로젝트 블루 지구 SOS (로타)

2007년
- ARIA The OVA ~ARIETTA~(아리스 캐롤)

2009년
- 전파적 그녀 (오치바나 아메)

### 극장판
2007년
- 극장판 클라나드(후지바야시 쿄)

2021년
- 아리아 : 더 베네디지오네(아리스)

### 웹 애니메이션
2014년
- 미소녀전사 세일러문 Crystal(루나)

### 게임
2003년
- 테일즈 오브 심포니아(쇼콜라)

2004년
- 샤이닝 티어즈(엘원)

2005년
- 테일즈 오브 레젠디아(셜리 펜네스)

2006년
- 가제트 트라이얼(아이젠)
- 클라나드(후지바야시 쿄)
- ARIA The NATURAL ~먼 기억의 미라쥬~(아리스 캐롤)
- 록맨 젝스 (프레리)

2007년
- 샤이닝 윈드(엘원, 구원의 숲의 영창자)
- 러키☆스타 모에 드릴(이즈미 코나타)
- 진 러키☆스타 모에드릴 ~여행~(이즈미 코나타)

2008년
- 다카포 2 플러스 시츄에이션(타카나시 마히루)
- ARIA The ORIGINATION ~푸른 별의 엘시에로~ (아리스 캐롤)
- 노을빛으로 물드는 언덕 (시라이시 나고미, 시라이시 유토리)
- 퀴즈 매직 아카데미DS (유리)

### 드라마CD
- 러키☆스타 드라마CD(이즈미 코나타)
- 카레이도스타 사운드 일루젼(나에기노 소라)

### 외화
- 수퍼 소닉 3 (테일즈)

### 라디오
- 준코와 료의 내일로 스트라이크! - 미나가와 준코와 공동진행. (문화방송, 2003년 7월 - 2007년 4월)
- 소라와 레이라의 대단한○○ - 오오하라 사야카와 공동진행. (인터넷 라디오, 2004년 6월 - 2006년 6월)
- 카오리와 료의 키미키스 츄잉팝♪ - 미즈하시 카오리와 공동진행. (인터넷 라디오, 2006년 11월 - 2008년 5월)
- 라디오 뱀부블레이드~문무양도!~ - 코니시 카츠유키, 토요구치 메구미와 공동진행. (인터넷 라디오, 2007년 10월 - 2008년 4월)
- 자주색으로 물드는 라디오 - 코야마 리키야와 공동진행. (인터넷 라디오, 2008년 4월 - )
- Radio QMA!! - 아사노 마스미와 공동진행. (인터넷 라디오, 2008년 8월 - 2008년 11월 )
- Voice of A&G Digital 히로하시 료의 초라지! (분카방송, 2009년 10월 7일 - 2010년 9월 29일)
- 루미너스 아크 라디오 방송부~신호는 판타스틱!~ - 나카무라 에리코와 공동진행. (인터넷 라디오, 2009년 10월 23일 - 2010년 1월 14일)
- 아오후지 학원 점술과 방송실 - 코우모토 케이스케, 아카바네 켄지와 공동진행. (인터넷 라디오, 2009년 11월 2일 - 2010년 2월 2일)
- YAMAKING!! (인터넷 라디오, 2010년 5월 21일 - 10월 29일)
- 히로하시 료 × 나가시마 하루카 × 하루카 료 - 나가시마 하루카와 공동진행. (분카방송, 2010년 10월 5일 - )
- STAR DRIVER 라디오 은하 미소년 아워 - 코시미즈 아미, 히다카 리나와 공동진행. (인터넷 라디오, 2011년 1월만 진행.)